# アレクサンドル・ベススメルトヌイフ
アレクサンドル・アレクサンドロヴィチ・ベススメルトヌイフ（ロシア語: Александр Александрович Бессмертных、ラテン文字転写の例：Aleksandr Aleksandrovich Bessmertnykh、1933年11月10日 - ）は、ソビエト連邦の政治家、外交官。ゴルバチョフ時代末期に外務大臣を務めた。

## 来歴・人物
1933年11月10日にアルタイ地方ビイスクに誕生する。モスクワ国際関係大学を卒業し、ソ連外務省に入省する。エドゥアルド・シェワルナゼ外相の下で第一外務次官を務めた。保守派の攻撃により1990年にシェワルナゼが辞任すると、後継の外相に保守派・改革派を含めて様々な名前が取り沙汰される中、ゴルバチョフによって官僚としての忠実さと従来の外交路線が変わらないことを対外的に示すため、後任の外相に任命された。
1991年にゴルバチョフに随行して来日した。同年の8月クーデターでは、クーデターを実行した国家非常事態委員会に積極的に加わることもなく、自宅で身を潜めていたが、ボリス・エリツィンらが勝利を収めた後は、旗幟を鮮明にしていなかったため外相を解任された。